# Pontarlier
Pontarlier is een gemeente in het Franse departement Doubs (regio Bourgogne-Franche-Comté). De gemeente telde 17.928 inwoners op 1 januari 2022. De plaats maakt deel uit van het arrondissement Pontarlier.
Gelegen in het hart van de Jura, nabij de Zwitserse grens, ligt de stad langs de rivier de Doubs op een hoogte van ongeveer 830–837 meter. Ze wordt overschaduwd door de Grand Taureau, een bergtop van 1.323 meter hoog.
De stad is al sinds de prehistorie bewoond. In de oudheid stond ze bekend als Ariolica en was een belangrijk transitpunt tussen Gallië en Italië. In de Middeleeuwen floreerde ze als handelscentrum op de route tussen de Middellandse Zee en de Noordzee. De stad onderging grote verwoestingen, vooral tijdens de Dertigjarige Oorlog, toen ze in 1639 werd belegerd en grotendeels werd verwoest door troepen onder leiding van Bernard van Saksen-Weimar, en leed onder meerdere verwoestende branden in de 17e en 18e eeuw.
Begin 19e eeuw werd Pontarlier bekend als de "absinthoofdstad" van Frankrijk toen Henri-Louis Pernod in 1805 de Pernod Fils-distilleerderij oprichtte. Begin 20e eeuw waren er ongeveer twintig distilleerderijen die bijna 3.000 mensen in dienst hadden, dankzij de bloeiende nationale vraag. Deze periode eindigde abrupt met het Franse verbod op absint in 1915.
Tegenwoordig is Pontarlier het leidende economische centrum van het gebied Haut-Doubs. De gediversifieerde industriële sector omvat belangrijke werkgevers zoals Schrader (ventielen), Nestlé Frankrijk (lokale productie van Nesquik-poeder) en Hifi Filter Frankrijk (gespecialiseerd in filtratie). De stad herbergt meer dan 400 detailhandelszaken verspreid over meerdere commerciële zones, die shoppers aantrekken uit Frankrijk en het naburige Zwitserland. Pontarlier ondersteunt ook regionale voedsel- en dranktradities. De Badoz-zuivelfabriek produceert Comté- en Mont d’Or-kazen, terwijl distilleerderijen zoals Pierre Guy traditionele absint, Pontarlier-aperitief (anijsdrank) en andere regionale likeuren blijven vervaardigen.
Pontarlier beschikt over een rijk architecturaal en cultureel erfgoed. De Église Saint-Bénigne, herbouwd tussen 1651 en 1666 in de Romaanse-Gotische stijl die typisch is voor Franche-Comté, heeft een klokkentoren met een keizerlijk koepeldak en glas-in-loodramen van Alfred Manessier, en is officieel erkend als historisch monument. De klassieke triomfboog van de Porte Saint-Pierre, opgericht tussen 1771 en 1773 ter herdenking van de wederopbouw van de stad, is een ander belangrijk symbool van de stad. Het Gemeentelijk Museum voor Kunst en Geschiedenis, gevestigd in een 15e-eeuws herenhuis, toont archeologische schatten, regionale artefacten, decoratieve kunsten en voorwerpen die verband houden met absint.

## Geschiedenis
De plaats bestond al in de Gallo-Romeinse periode. De stad is strategisch gelegen en had daardoor veelvuldig te maken met oorlogsgeweld. Het was Spaans bezit en was een centrum van de contrareformatie. De Chapelle des Annonciades (1612) werd in deze periode gebouwd. In 1678 annexeerde koning Lodewijk XIV de Franche-Comté. De kazernes Marguet (1748-1764) en Porte Saint-Pierre (1771) werden opgetrokken door de Fransen, alsook de forten Catina en Malher in het nabije La Cluse-et-Mijoux. Ook in de 19e eeuw was Pontarlier nog een belangrijke garnizoensstad.
Economisch bloeide de stad door de productie van absint, waarvan het de grootste producent ter wereld was. De absint werd vanouds in de Val de Travers geproduceerd, maar toen deze drank in 1907 in Zwitserland verboden werd, verplaatste de familie Pernod de fabriek naar Pontarlier.
Vanaf 1906 werden de motorfietsen van het Zwitserse merk Zedel in Pontarlier geproduceerd, om de invoerrechten te omzeilen. De merknaam werd in 1924 omgezet in Donnet-Zedel.

## Geografie
De oppervlakte van Pontarlier bedroeg op 1 januari 2022 41,35 vierkante kilometer; de bevolkingsdichtheid was toen 433,6 inwoners per km².  De gemeente grenst in het oosten aan Zwitserland; het stadscentrum ligt op 12 km van de grens. De Doubs stroomt door de gemeente.
De onderstaande kaart toont de ligging van Pontarlier met de belangrijkste infrastructuur en aangrenzende gemeenten.

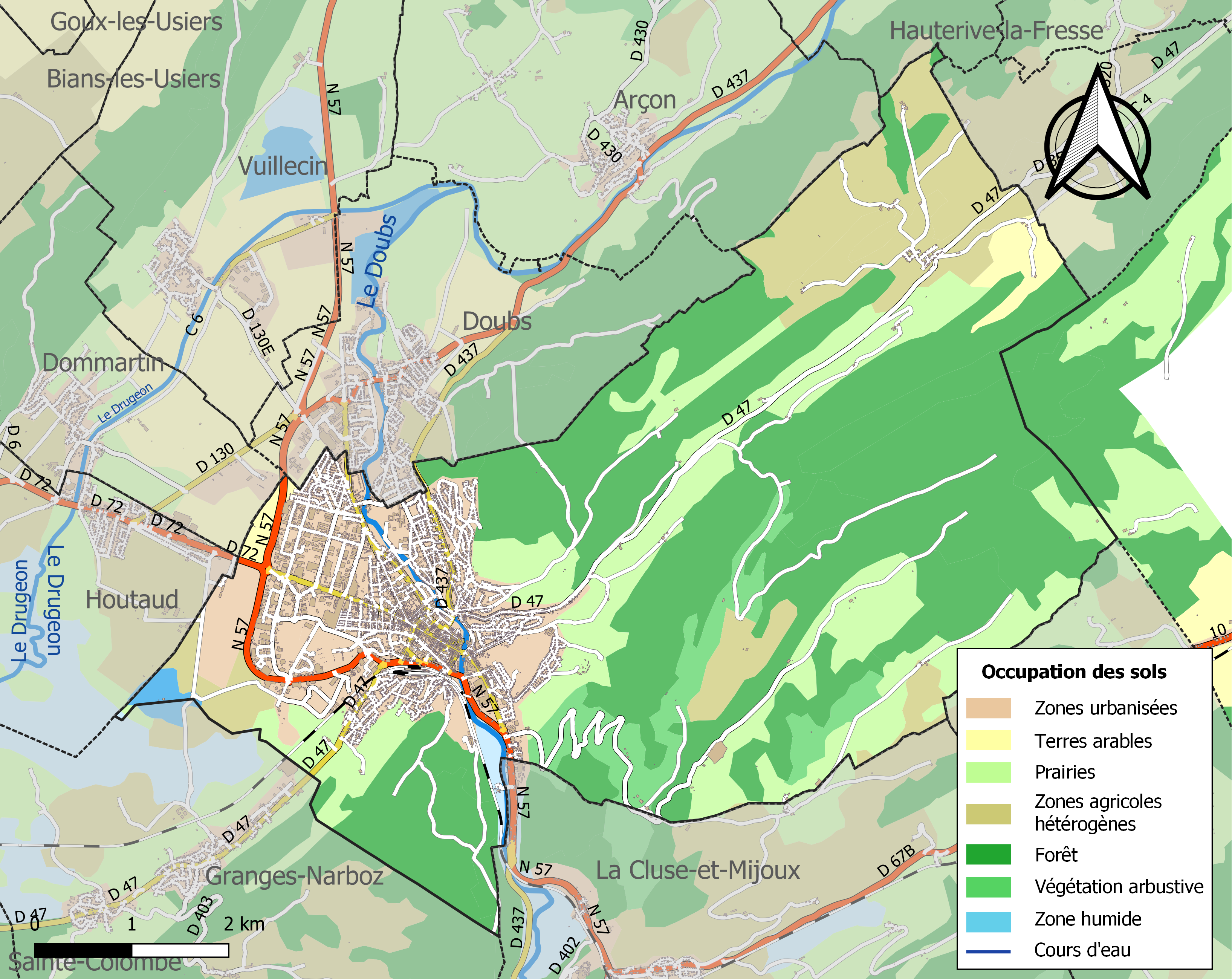

## Verkeer en vervoer
In de gemeente ligt spoorwegstation Pontarlier.

## Demografie
Onderstaande figuur toont het verloop van het inwonertal (bron: INSEE-tellingen).

## Sport
Pontarlier heeft de Ronde van Frankrijk zes keer ontvangen: in 1960, 1972, 1985, 2001, 2009 en 2025. In 2001, tijdens de achtste etappe van Colmar naar Pontarlier, ontsnapte een groep van 14 renners, waaronder Erik Dekker, die de etappe won met een voorsprong van bijna 36 minuten op het peloton. Dit was het grootste tijdsverschil sinds de Tweede Wereldoorlog. In 1985 eindigde een etappe op de top van de Côte de Larmont, een wintersportstation op 7 km ten zuidoosten van Pontarlier.

## Afbeeldingen

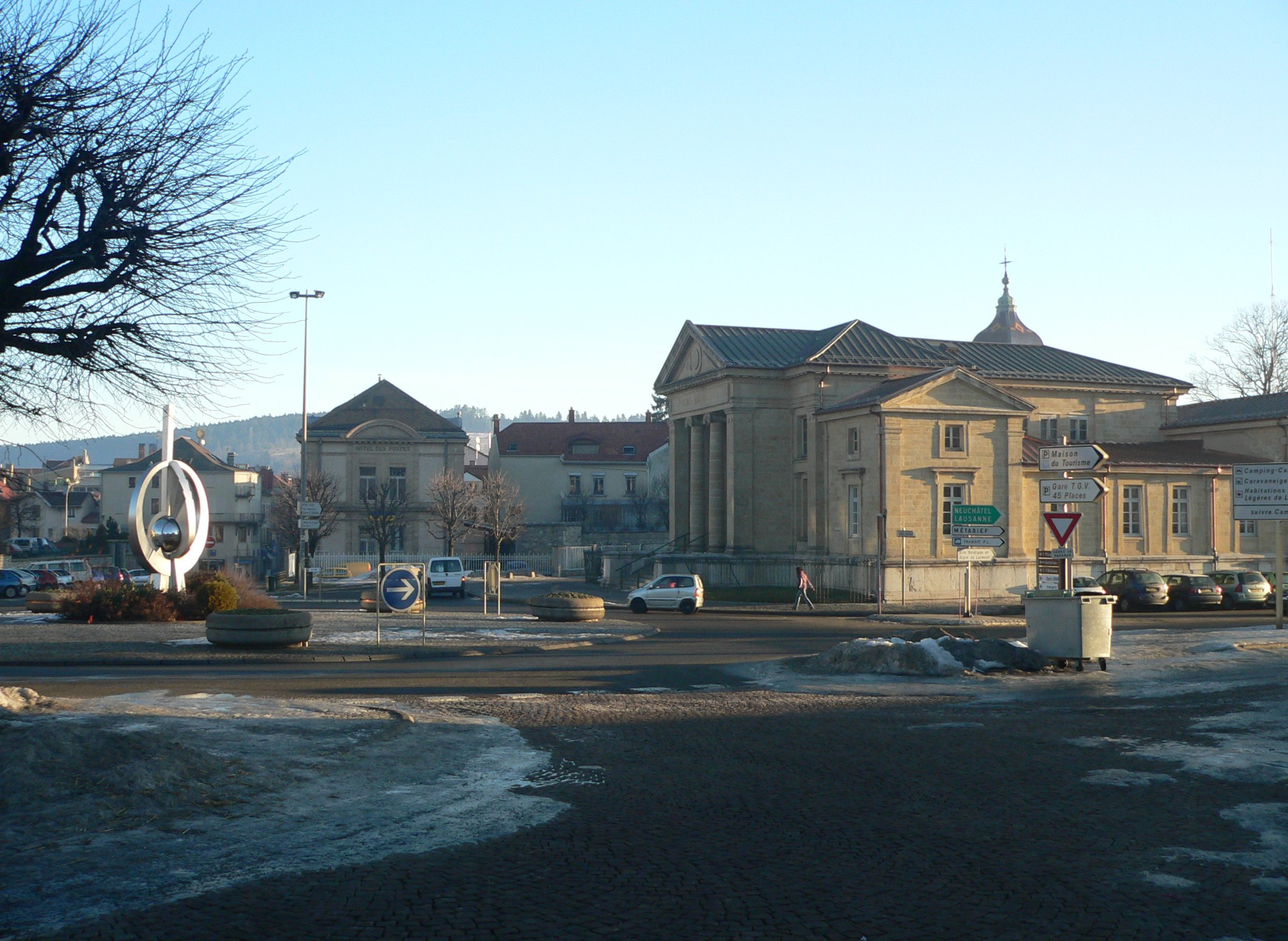
Place de la Gare
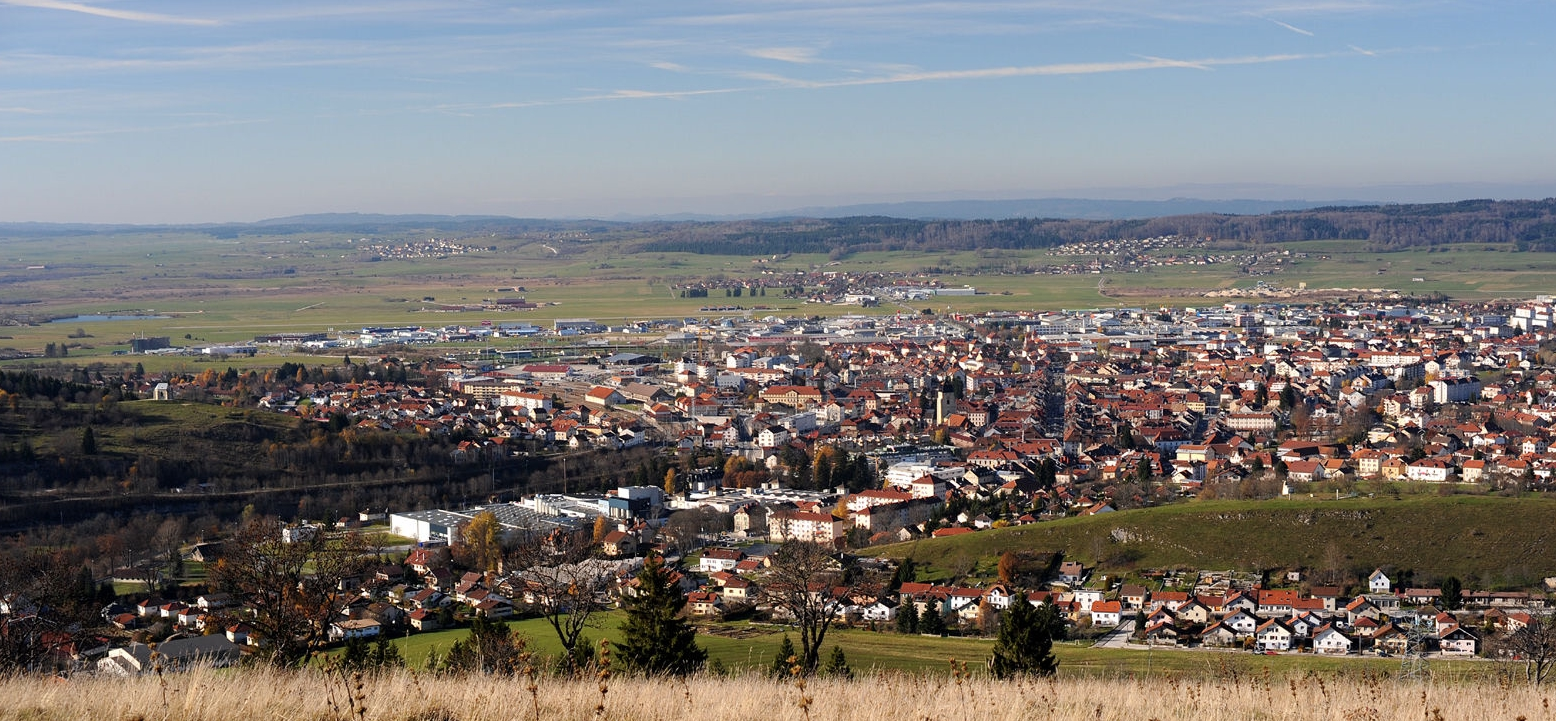
Gezicht op Pontarlier
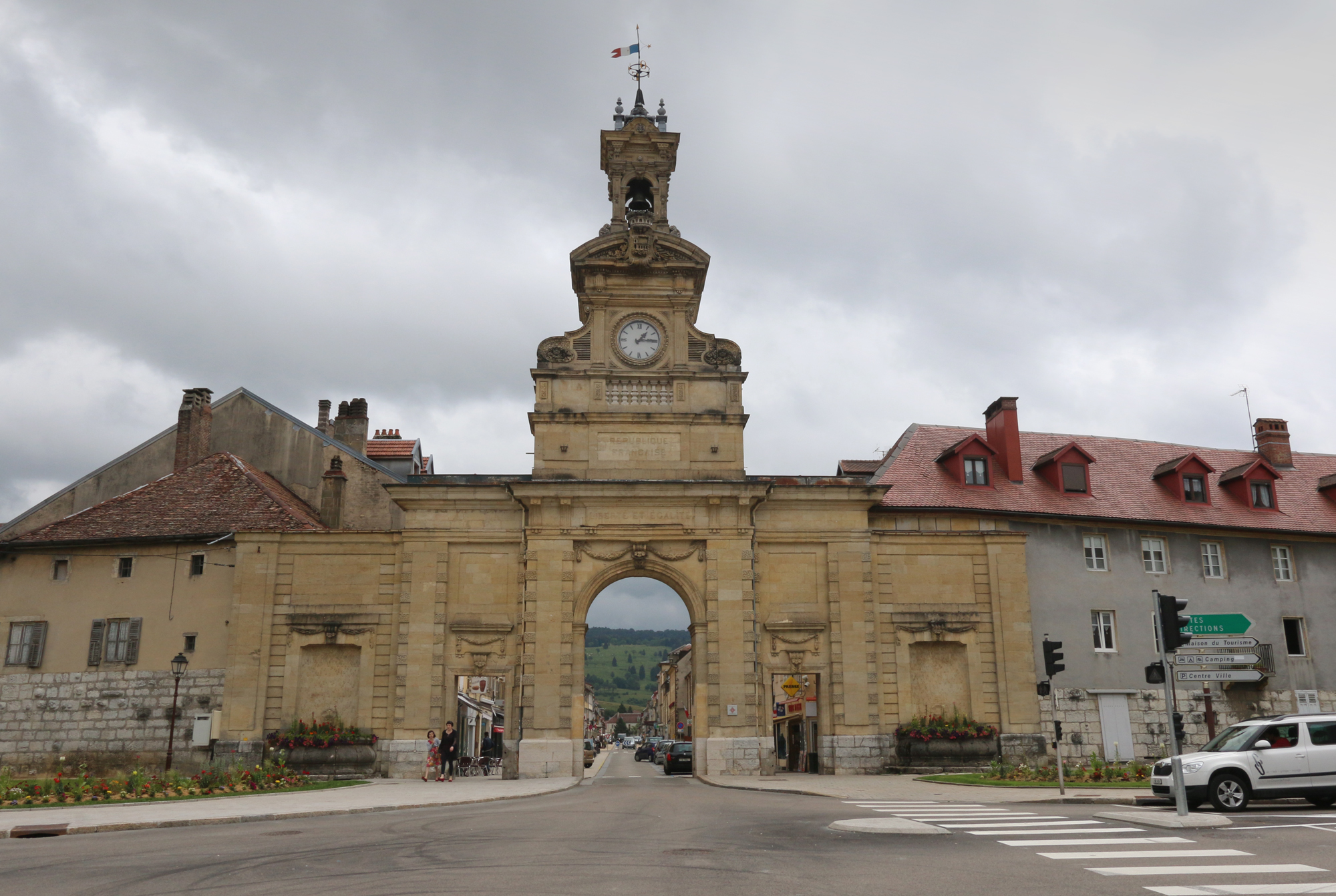
Porte Saint-Pierre
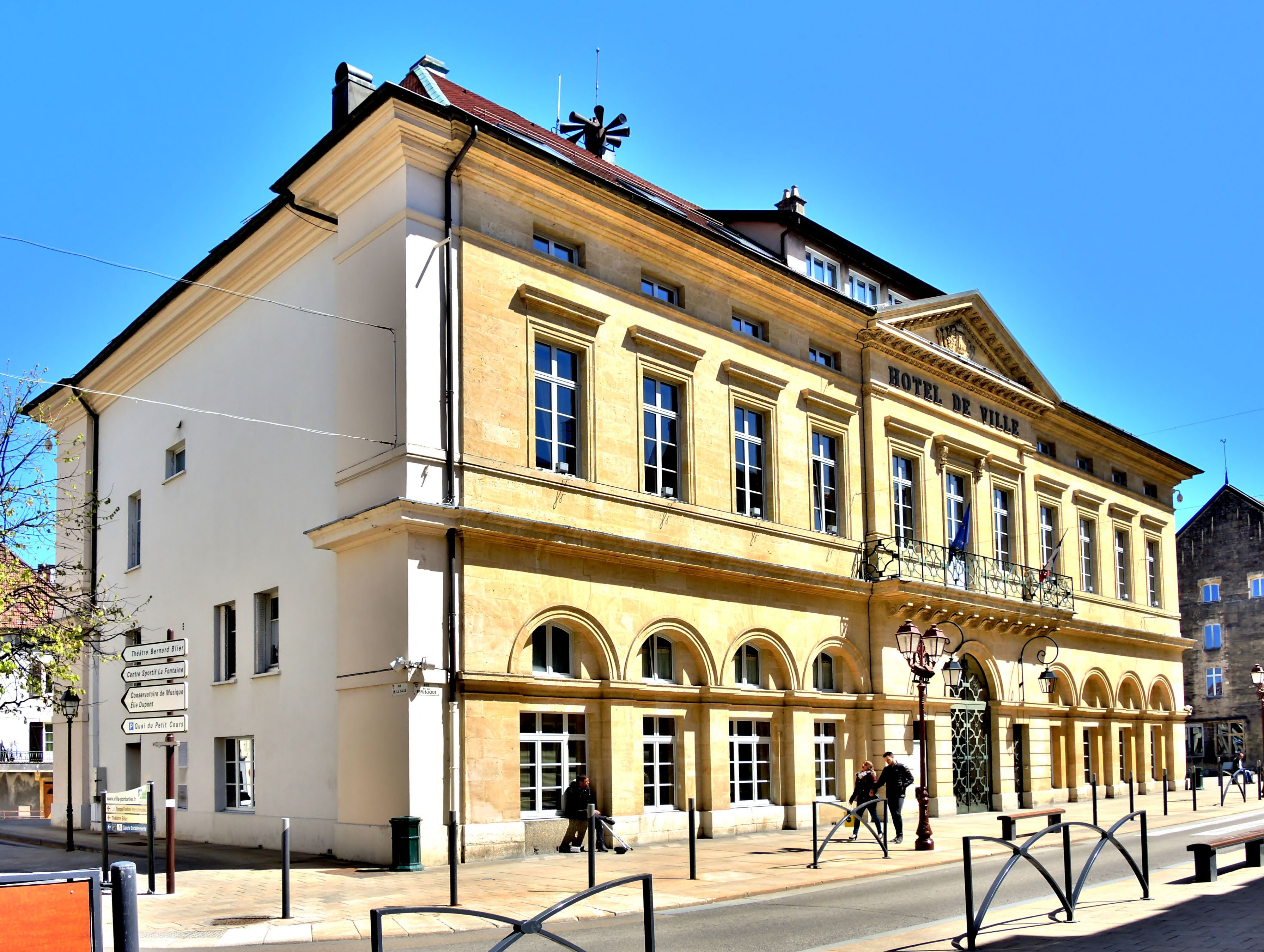
Gemeentehuis

## Geboren in Pontarlier
- Franciscus Perreer (1590-1650), schilder en etser
- Jean-Jacques Fauche de Domprel (1597-1662), aartsbisschop van Besançon
- Sébastien Rale (1652-1724), missionaris bij de Abenakis (Maine, VS)
- Florence Baverel-Robert (1974), biatlete
- Vincent Defrasne (1977), biatleet
- François Braud (1986), noordse combinatieskiër
- Célia Aymonier (1991), biatlete
- Joséphine Pagnier (2002), schansspringster